# Antrodia ferox
Antrodia ferox är en svampart som först beskrevs av Long & D.V. Baxter, och fick sitt nu gällande namn av Gilb. & Ryvarden 1985. Antrodia ferox ingår i släktet Antrodia och familjen Fomitopsidaceae.   Inga underarter finns listade i Catalogue of Life.